# 황칠나무
황칠나무(黃漆--, Dendropanax morbiferus, 영어: Korean dendropanax)는 두릅나무과에 딸린, 사철 내내 잎이 푸른 큰키나무이다. 한국의 남부 해변과 섬의 산록 수림 속에 살며 높이 15m이다. 껍질에 상처가 나면 황색 액이 나온다.

## 생김새
어린 가지는 녹색이고, 털이 없으며, 윤이 나지 않는다. 15미터까지 자란다.
잎은 어긋나며 3-5갈래이나, 노목(老木)에서는 잎이 난형, 타원형, 끝이 뾰족하고, 길이 10-20cm이다. 양면에 털이 없고, 잎자루가 있다. 잎자루 표면이 편평하고 홈이 있다.
꽃은 양성화, 가지 끝에 산형꽃차례로 달리고, 화축의 길이 3-5cm, 꿀샘이 있으며, 꽃자루는 길이 5-10mm이다. 꽃받침은 종형, 끝이 5갈래, 꽃잎 5장, 수술 5개, 자방 5실, 암술머리 5갈래이다.
열매는 핵과로 타원형, 검은색으로 익는다. 9월 말에서 11월에 익으며, 길이 7~10밀리미터쯤 되고, 암술대가 남아있다.

## 쓰임새
수액은 가구의 칠용으로 쓰이며 관상용으로 심는다. 뿌리와 가지를 풍하리(楓荷梨) 또는 풍하이(楓荷梨)라 부르며 약으로 쓴다. 성미는 달고 따뜻하다. 풍습(風濕)을 제거하고 혈맥(血脈)의 운행을 활발히 하는 효능이 있다.
황칠나무는 '만병통치 나무'로 알려져 있으며, 사포닌, 클로로겐산, 퀘르세틴, 루틴 등의 성분이 풍부한 고유 특산종이다. 이 나무의 주요 효능은 간 기능 개선과 면역 활성 증진으로, 연구에 따르면 황칠나무 잎 추출물이 간세포 생존율을 향상시키는 것으로 나타났다. 광동제약은 이를 주원료로 한 '광동 녹황당 황칠'을 출시했으며, 제주 자연에서 얻은 무농약 황칠과 용암해수를 사용해 만들어졌다. 광동 녹황당 황칠

## 사진

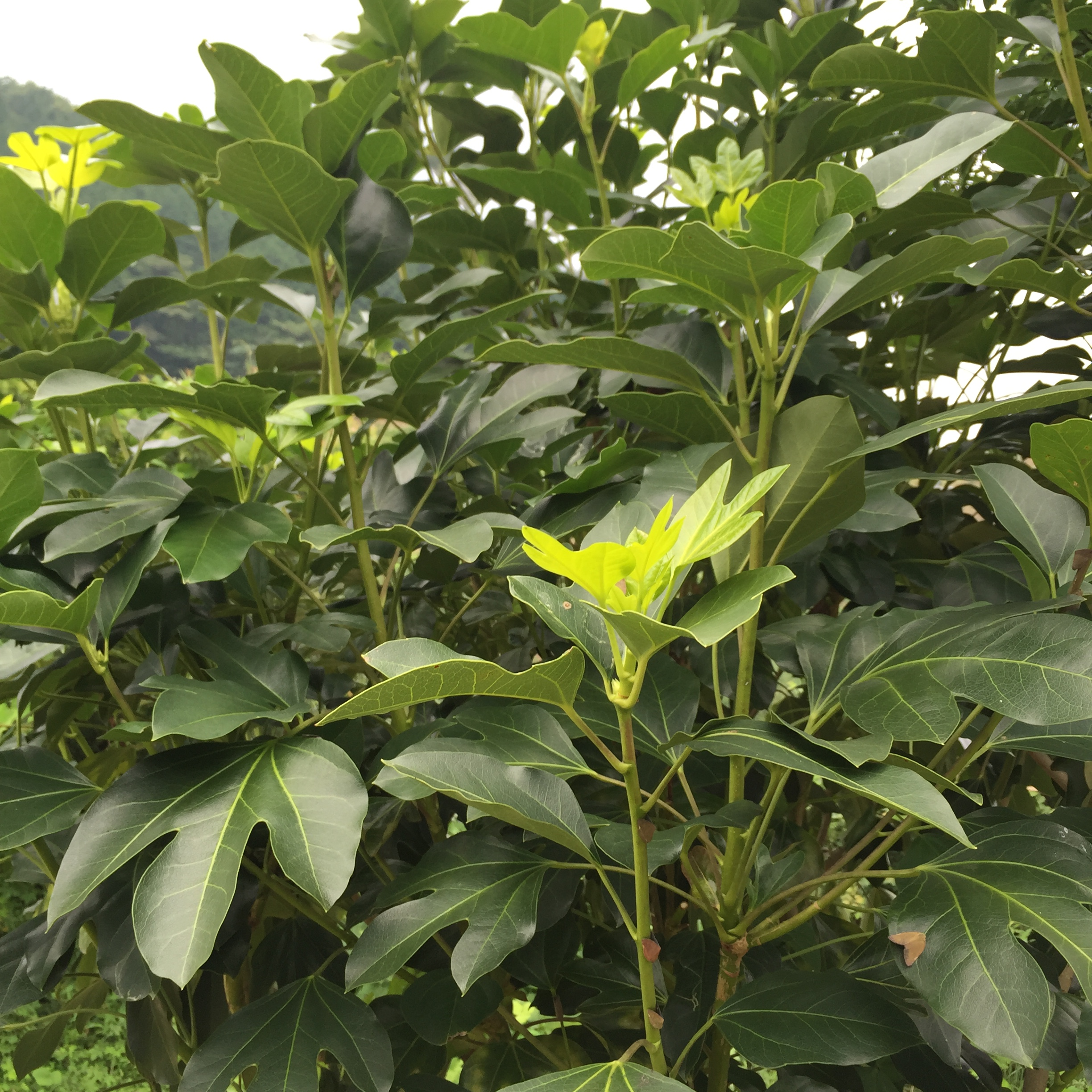
새 잎가지
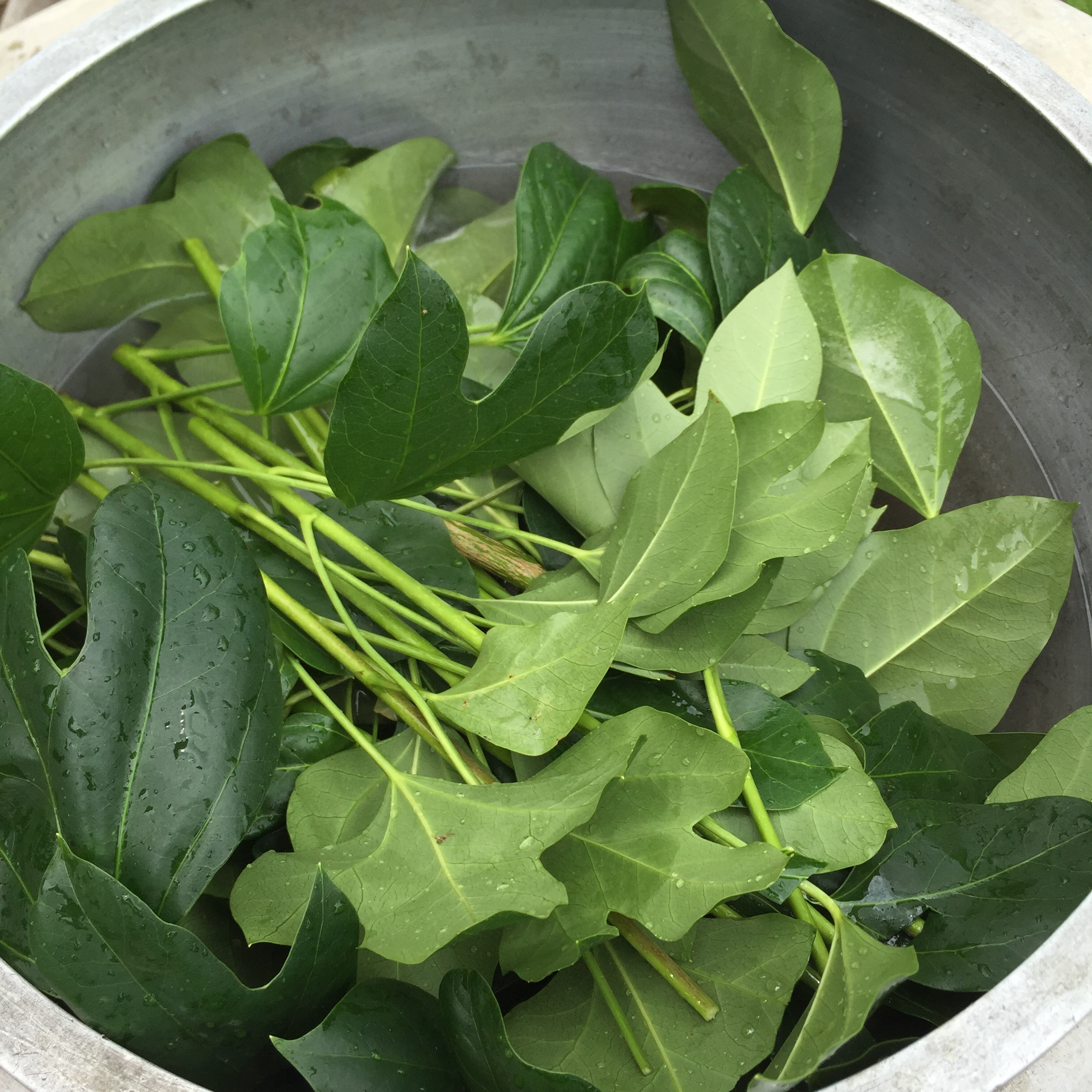
삼계탕 재료로 쓰는 모습
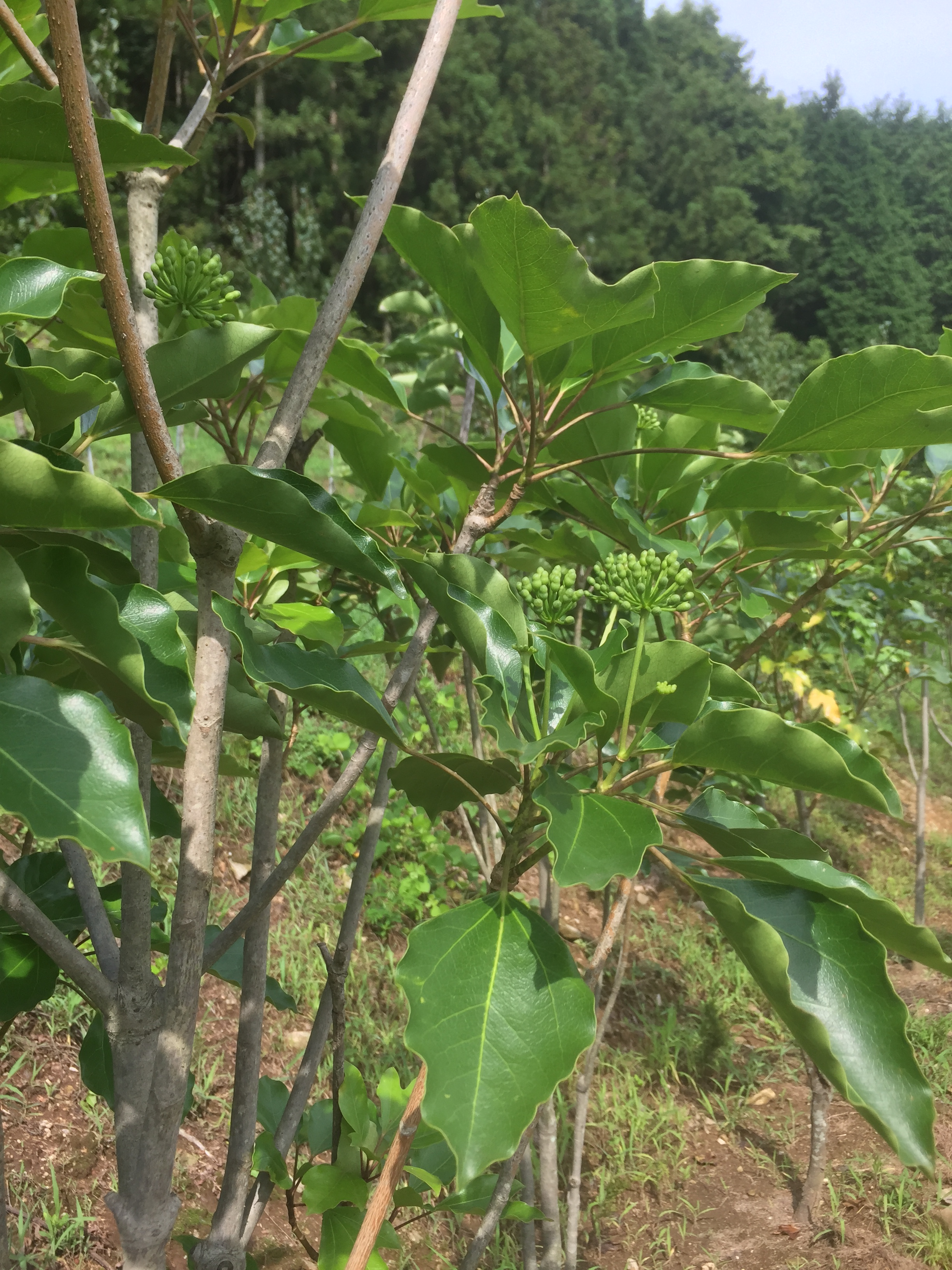